# Oláhdálya
Oláhdálya falu Erdélyben, Fehér megyében, Oláhdálya község központja.

## Fekvése
A megye délkeleti részén fekszik, Gyulafehérvár mellett.
Először 1293-ban említik, Dalya néven. Első lakói német telepesek voltak. Az 1332-es pápai tizedjegyzék szerint önálló plébánia volt, papját Arnoldnak hívták. Idővel a szászok elköltöztek a faluból, helyettük román telepesek érkeztek.

## Lakossága
1850-ben 1571 lakosából 1531 román, 12 magyar, 26 cigány volt.
1890-ben 2052 lakosából 2018 román, 21 magyar, 13 német volt.
1910-ben 2281 lakosából 2255 román, 23 magyar, 3 német volt.
1956-ban 3190 lakosából 3190 román volt.
2002-ben 3109 lakosából 3103 román volt.

## Látnivalók
- 17. századi görögkatolikus templom